# Give 'Em the Boot
Give 'Em the Boot is een serie compilatiealbums van het Amerikaanse punklabel Hellcat Records, een sublabel van het grotere Epitaph Records. Het eerste album uit de serie werd uitgegeven op 29 juni 1997 en het laatste in 2009. De albums werden, met uitzondering van enkele titels, jaarlijks op cd uitgegeven. Het album van 2005 werd op dvd uitgegeven en bevat videomateriaal. Het doel van de serie was om de bands die bij Hellcat Records speelden te promoten, en de albums waren dan ook relatief goedkoop. Qua opzet is de serie vergelijkbaar met de Punk-O-Rama-serie van Epitaph Records.
De titel van de serie vindt zijn inspiratie in de tekst van het nummer "Roots Radicals" (1995) van Rancid. Tim Armstrong, de zanger en gitarist van Rancid, is tevens het hoofd van Hellcat Records. Rancid is, naast Dropkick Murphys (die alleen niet op Give 'Em the Boot VII te horen zijn), de enige band die op alle albums uit de serie te horen is.
Op 14 mei 2013 gaf Hellcat Records in samenwerking met Smelvis Records het compilatiealbum Dale La Bota op cd uit. Op dit album zijn bands te horen die bij een van deze twee labels spelen.

## Albums
- Give 'Em the Boot (1997)
- Give 'Em the Boot II (1999)
- Give 'Em the Boot III (2002)
- Give 'Em the Boot IV (2004)
- Give 'Em the Boot DVD (2005)
- Give 'Em the Boot V (2006)
- Give 'Em the Boot VI (2007)
- Give 'Em the Boot VII (2009)